# Glorieta del Reloj (Sevilla)

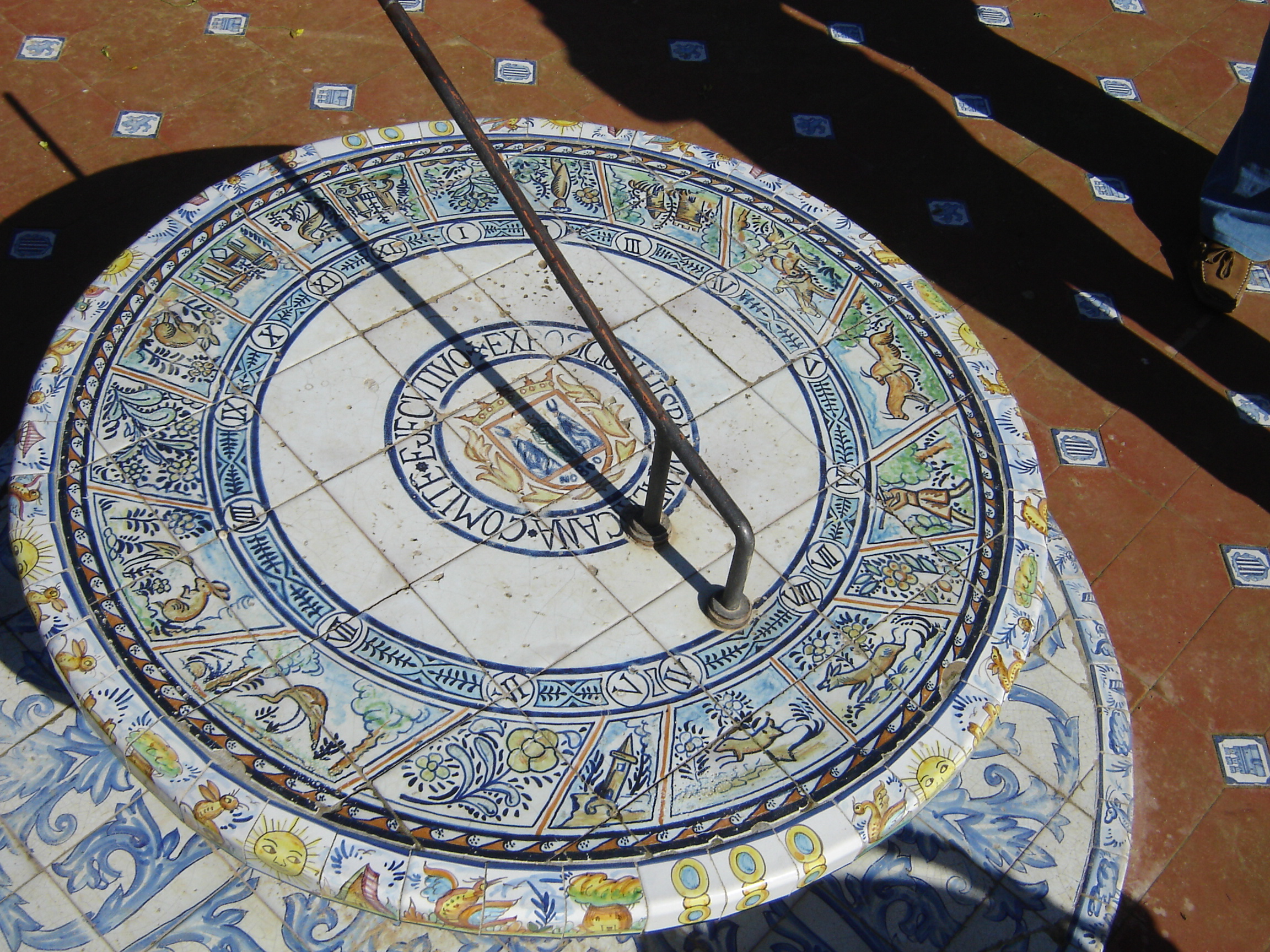
El reloj de sol.

La glorieta del Reloj se encuentra en la Plaza de América del parque de María Luisa, Sevilla, Andalucía, España. Fue diseñada por Aníbal González en 1912. Este realizó algunos cambios en su diseño en 1914. La glorieta fue finalizada en 1916.
Consta de cuatro sillas de obra alrededor de una mesa. Los bancos y la mesa están recubiertos con azulejos policromados. La mesa sirve como reloj solar. Las cuatro sillas tienen respaldos de hierro forjado. Los elementos de forja fueron realizados por la Fundición Juan Miró.